# Chandai
Chandai ist eine französische Gemeinde mit 681 Einwohnern (Stand: 1. Januar 2022) im Département Orne in der Region Normandie. Sie gehört administrativ zum Arrondissement Mortagne-au-Perche und ist Teil des Kantons L’Aigle (bis 2015 Teil des Kantons L’Aigle-Est). Die Einwohner werden Chandéens genannt.

## Geographie
Chandai liegt am Fluss Iton. Umgeben wird Chandai von den Nachbargemeinden Saint-Sulpice-sur-Risle im Norden und Nordwesten, Chaise-Dieu-du-Theil im Osten und Nordosten, Gournay-le-Guérin im Süden und Südosten, Vitrai-sous-Laigle im Südwesten sowie Saint-Ouen-sur-Iton und Saint-Michel-Tubœuf im Westen.

## Bevölkerungsentwicklung
| 1962                      | 1968 | 1975 | 1982 | 1990 | 1999 | 2006 | 2013 |
| ------------------------- | ---- | ---- | ---- | ---- | ---- | ---- | ---- |
| 438                       | 416  | 494  | 555  | 583  | 532  | 630  | 647  |
| Quelle: Cassini und INSEE |      |      |      |      |      |      |      |

## Sehenswürdigkeiten
- Kirche Notre-Dame-de-l'Assomption aus dem 16. Jahrhundert
- syrisch-orthodoxes Kloster Notre-Dame-de-Miséricorde

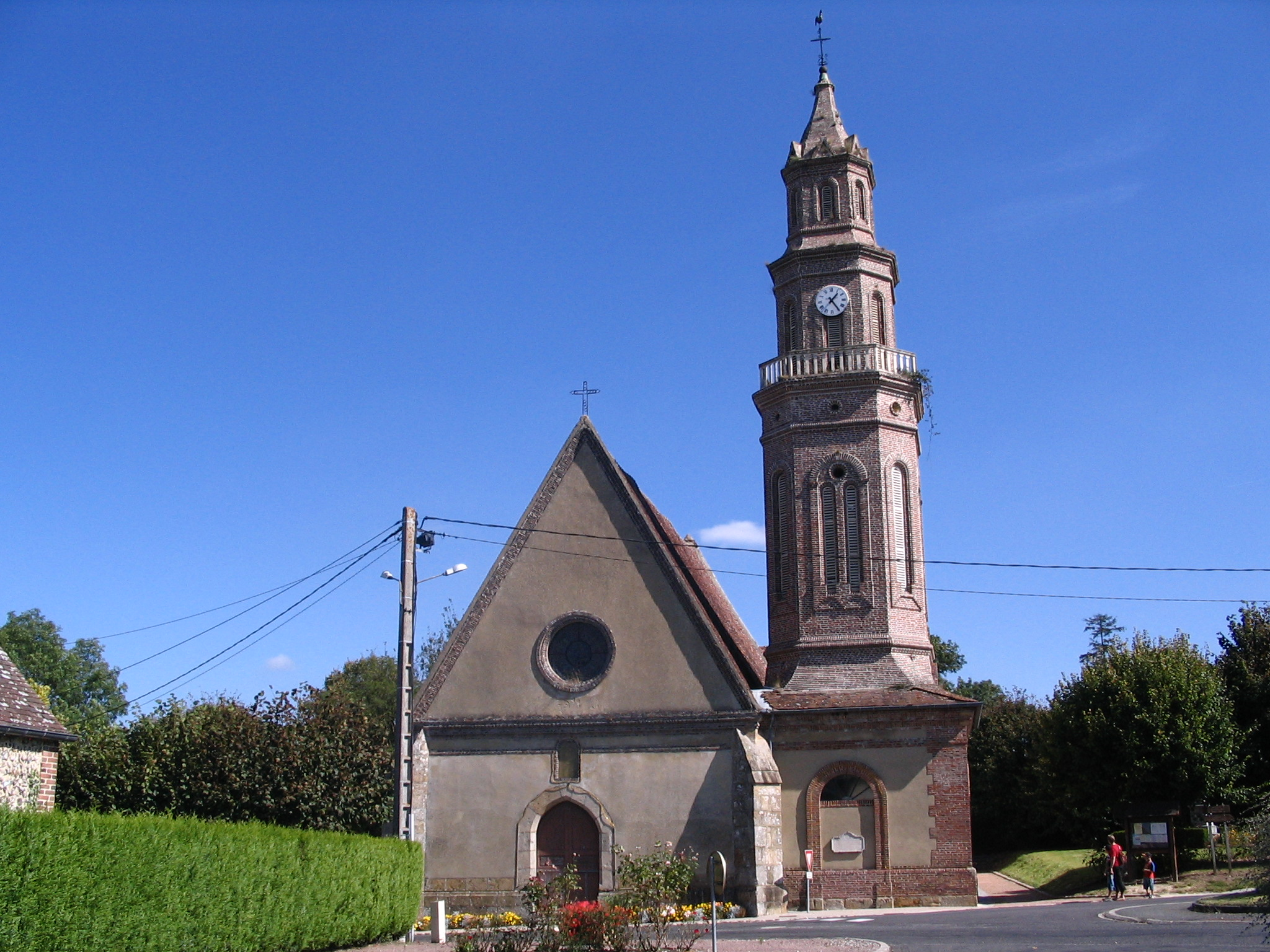
Kirche Notre-Dame-de-l'Assomption

- Schloss von 1881